# Piazza Lorenzo Ghiberti
Piazza Lorenzo Ghiberti si trova nel centro storico di Firenze ed è nota soprattutto perché ospita lo stabile del mercato di Sant'Ambrogio. Si accede alla piazza da via Santa Verdiana, via Mino, via Andrea del Verrocchio, via dell'Ortone, via della Mattonaia e via Ferdinando Paolieri.

## Storia e descrizione
Questa zona si trovava originariamente al di fuori delle mura ed era occupata essenzialmente da orti, destinazione che non mutò in seguito quando divenne essenzialmente l'orto murato del vicino monastero di Santa Teresa, detto l'"Ortone".

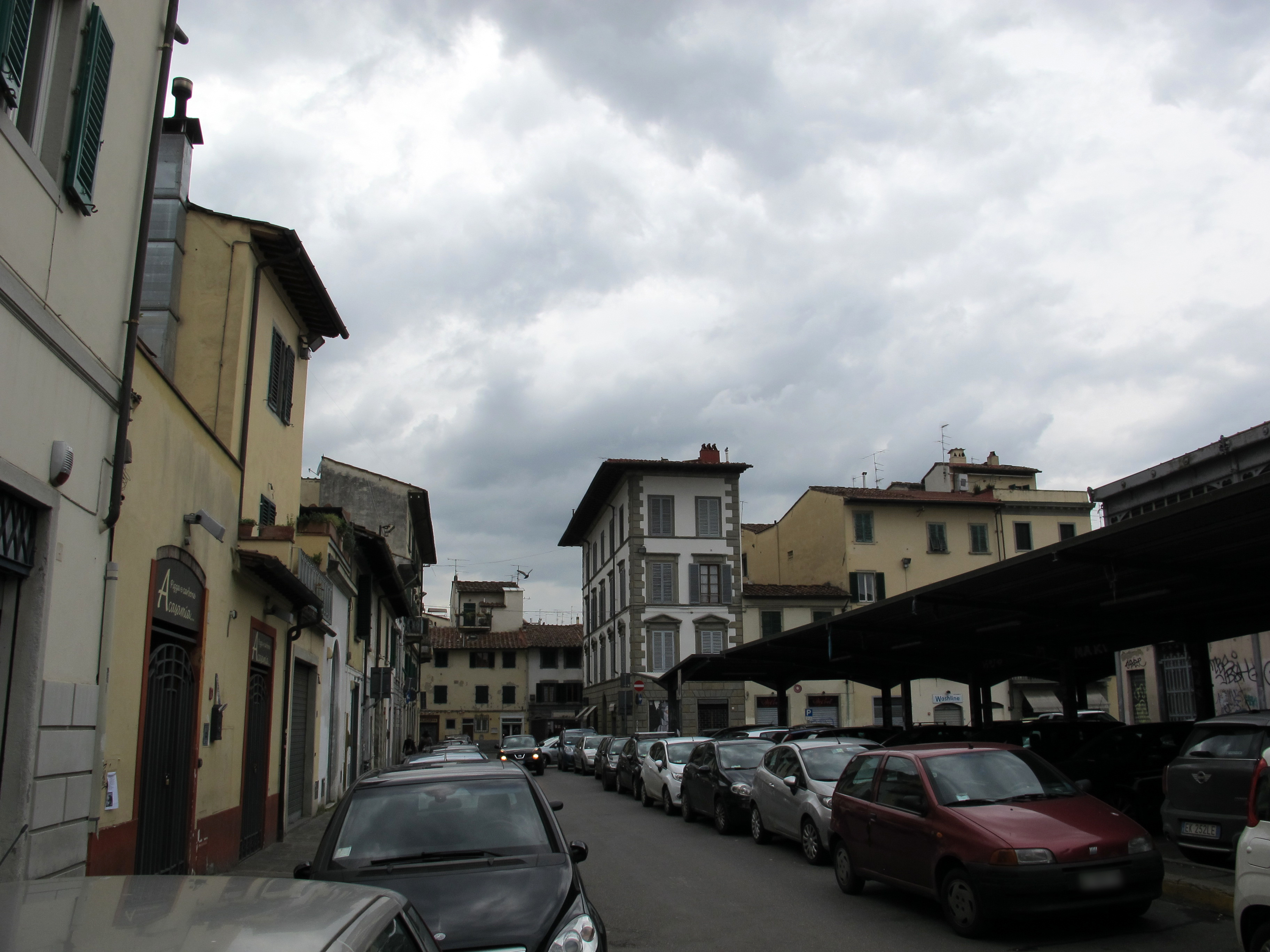
Piazza Ghiberti

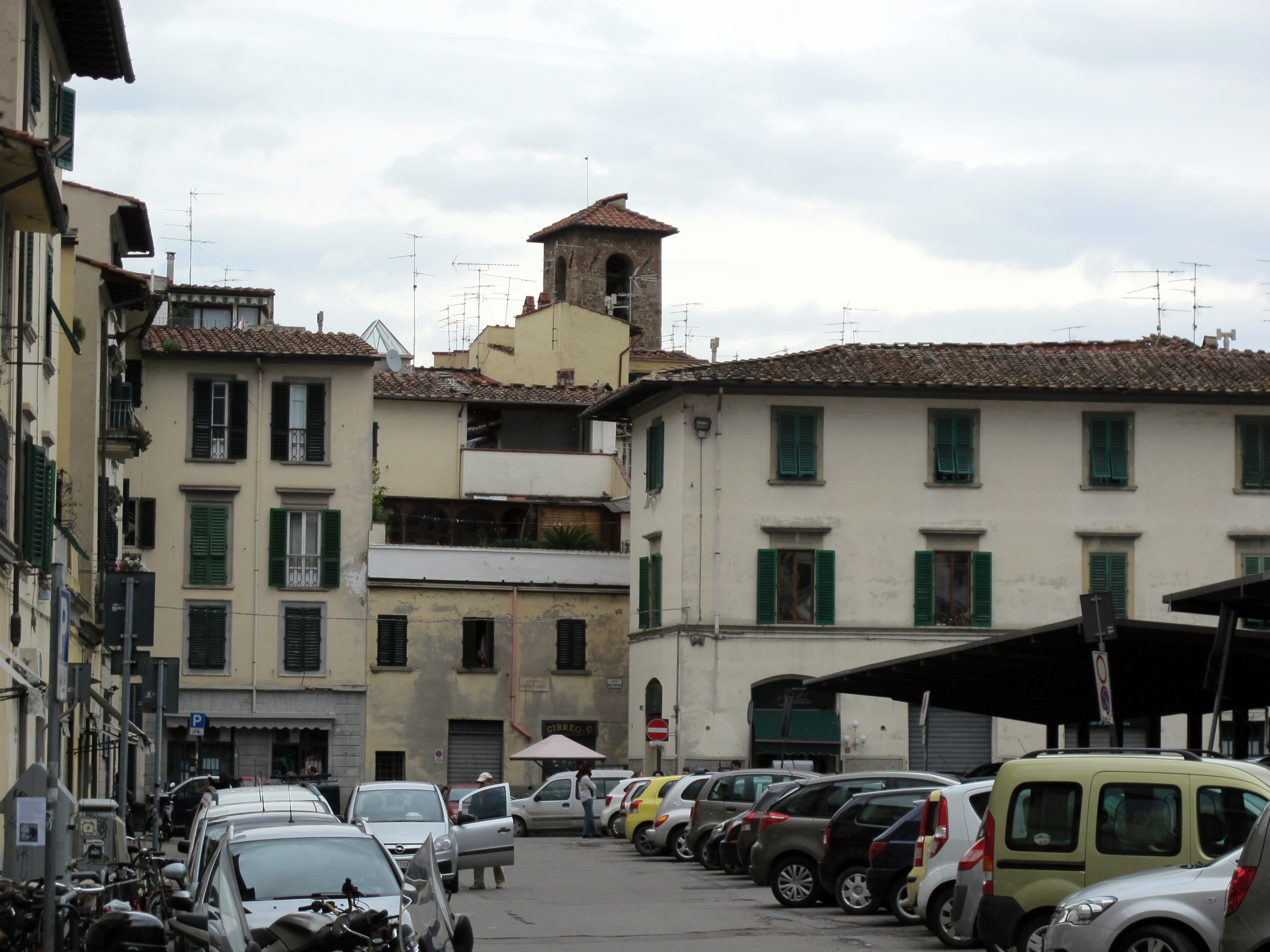
Piazza Ghiberti

Nella seconda metà dell'Ottocento gli interventi di Giuseppe Poggi mutarono completamente la zona. Il monastero venne secolarizzato dopo l'unità d'Italia, e dagli orti si ricavò una polo mercatale, che doveva inserirsi con quello di San Lorenzo e quello mai realizzato di San Frediano. Nacque lo stabile del mercato di Sant'Ambrogio, dal nome della vicina chiesa, realizzato dallo stesso architetto del mercato Centrale, Giuseppe Mengoni. Fu inaugurato nel 1873 e solo più tardi, nel Novecento, circondato da pensiline che ne aumentano gli spazi di vendita, ma che ne deturpano l'estetica, soprattutto fuori dale ore mattutine quando sono usati come parcheggio.
Nel frattempo la titolazione della piazza era stata decisa con delibera del 29 agosto 1873, sotto il sindaco Ermolao Rubieri, con dedica a Lorenzo Ghiberti, scultore che abitò nelle vicinanze, in Borgo Allegri. La piazza comunque appare già segnalata nelle piante cittadine del 1870 come piazza del Mercato Nuovo. Nonostante la titolazione ufficiale la piazza è comunemente indicata nel parlato come "piazza del mercato di Sant'Ambrogio".
Nell'ambito dei lavori si intervenne ugualmente sui prospetti delle case che precedentemente guardavano a questo spazio con una cortina alquanto frastagliata, rappresentando questo il lato interno degli edifici che avevano il loro accesso principale da via dell'Agnolo, via de' Macci e borgo la Croce. Parimenti si procedette ad alcuni espropri (avviati nel 1867) per realizzare le vie di accesso all'area.
Davanti al mercato, sul lato di via Santa Verdiana, si affaccia l'ex monastero di Santa Verdiana, adibito in passato a carcere femminile; oggi una parte di esso è usata dall'Università degli Studi di Firenze, come sede della Facoltà di Architettura. All'angolo con via della Mattonaia si trova poi un altro ex-monastero pure utilizzato dall'Università, Santa Teresa.
La presenza del padiglione del mercato e dei banchi di vendita che trovano spazio al di sotto delle tettoie successivamente realizzate lungo tre lati della struttura, così come la destinazione a sede universitaria del complesso di Santa Verdiana, rendono la zona particolarmente frequentata e viva.